# Historia medieval de Belgrado
La historia medieval de Belgrado abarca el período entre la llegada de eslovenos al territorio y alrededores de Belgrado, hasta la caída bajo el poder otomano, 1521. En este período, en el territorio del Singidunum bizantino, surgió la ciudad eslava. Este territorio ha sido el testigo de muchas batallas de las tribus bárbaras y el Imperio bizantino. La llegada de las tribus eslavas tuvo la mayor influencia en el desarrollo de Belgrado. La dominacićon del centro religioso de Constantinopla en este territorio resultó en los enlaces más fuertes entre Belgrado y los Balcanes más profundos. Durante la Edad Media, Belgrado fue mayoritariamente la fuerte fronteriza de varios estados, y eso era lo que determinaba su aspecto y su desarrollo. Únicamente durante el Despotado de Serbia de déspota Stefan Lazarević Belgrado fue la capital y el centro de un estado y de una sociedad. En ese período fue edificado sistemáticamente de acuerdo con su función. Durante mucho tiempo, también representaba el baluarte del Reino de Hungría y cristianismo occidental frente a la expansión del Imperio otomano. Los turcos asediaban varias veces a Belgrado: 1440. y 1456. sin éxito. Al final, lo conquistaron en el año 1521.